# Долголевец, Михаил Викторович
 Михаил Викторович Долголевец — белорусский боксёр-любитель. Финалист Чемпионата Мира по боксу среди военнослужащих. Мастер спорта международного класса (2008). Член национальной команды Беларуси(2019). Выступает за команду Вооружённых Сил Республики Беларусь. Участник летних Олимпийских игр в Лондоне 2012 г. С 29 февраля 2020 года ведёт профессиональную карьеру под эгидой MGC-promotion.

## Биография
Михаил родился 18 мая 1990 года в Минской области Солигорского района, д. Завшицы. Первый тренер Лойко В. В.
- У подножия Эльбруса (3000 метров)
- Трудовые будни

## Спортивные достижения
- Призёр ЧЕ по юношам 2006 г. (Албания. 75 кг.)[1] (англ.)
- Финалист 52.CISM Championships — Baku 2008 г.(Азербайджан.75 кг.)[2]
- Чемпион Республики Беларусь 2011 г.[3]; 2012 г.[4]